# Жиєнбет
Жиєнбе́т (каз. Жиенбет) — село у складі Шуського району Жамбильської області Казахстану. Входить до складу Корагатинського сільського округу.
У радянські часи село називалось Карагати.
Населення — 443 особи (2021; 442 у 2009, 510 у 1999, 471 у 1989).